# Blomstersamlerne
Blomstersamlerne er en dansk dokumentarfilm fra 2016 instrueret af Michael Wibe og Jesper Kirkbak.

## Handling
I følge seneste folkeoptælling lever 27 millioner indere med et handicap. Syv ud af ti er uden arbejde i et land med sparsom velfærd. Det problem vil den sociale virksomhed Avacayam gøre op med. Virksomheden skaber indkomster for handicappede i indiske storbyer. I dokumentarfilmen 'Blomstersamlerne' følger vi tre personer, der på den ene eller anden måde er knyttet til Avacayam.
Hver morgen klokken syv går den mentalt handicappede Pawan ud i Varanasis smalle gader for at samle brugte blomster fra byens mange templer. Blomsterne bliver klippet og tørret, så de er klar til at blive til nye produkter, som virksomheden kan sælge. Polioramte Narendra kører rundt på sin firhjulede scooter for at hjælpe andre handicappede på vej med at producere røgelsespinde, farvepulver og specialiteten ”frøbomber”. Meera er enke og mor til fire. Hendes ældste søn Surendra har en øjensygdom. Forhåbentligt får hun med indkomsten fra Avacayam råd til medicin.